# NGC 4227
NGC 4227 is een balkspiraalstelsel in het sterrenbeeld Jachthonden. Het hemelobject werd op 2 januari 1786 ontdekt door de Duits-Britse astronoom William Herschel.

## Synoniemen
- UGC 7296
- MCG 6-27-43
- ZWG 187.33
- PGC 39329